# Gonatopus

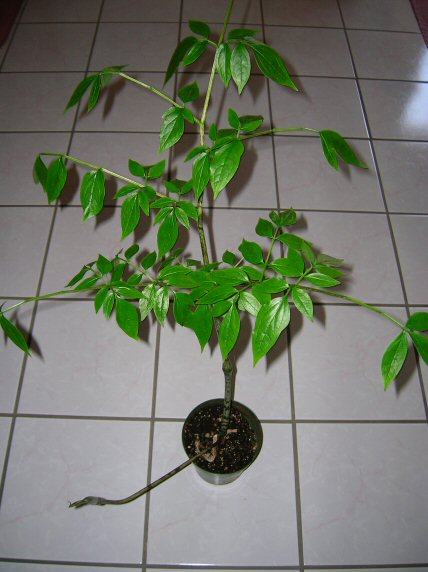
Gonatopus boivinii w uprawie doniczkowej

Gonatopus Engl. – rodzaj roślin zielnych z rodziny obrazkowatych, obejmujący 5 gatunków występujących we wschodniej i południowo-wschodniej Afryce. Przedstawiciele tego rodzaju uważani są za relikty flory afrykańskiej, które przetrwały zmiany klimatyczne. Nazwa naukowa rodzaju pochodzi od greckich słów γόνυ (gony – kolano) i πούς (pous – stopa) i odnosi się do budowy ogonka liściowego.
Rodzaj posiada homonim w taksonomii zwierząt: Gonatopus Ljungh – rodzaj owadów z nadrodziny złotolitki z grupy żądłowek.

## Morfologia
ŁodygaPodziemne kłącze. Według niektórych autorów część gatunków tworzy nie kłącze, lecz kulistą lub wydłużoną bulwę pędową.
LiścieRośliny tworzą pojedynczy, jednoroczny liść właściwy wielokrotnie nieparzystopierzasty, o listkach równowąsko-lancetowatych do eliptyczno-lancetowatych. Ogonek liściowy z pogrubiałym kolankiem w części środkowej lub dolnej, u nasady otoczony wydłużonym katafilem.
KwiatyRośliny jednopienne, tworząceod jednego do czterech kwiatostanów typu kolbiastego pseudancjum, równocześnie z liśćmi lub przed nimi. Szypułki krótsze od ogonków liściowych. Pochwa kwiatostanu u nasady zwinięta, wyżej otwarta i poziomo odgięta lub odwinięta. Kolba wolna, siedząca, gruba, cylindryczna, krótsza od pochwy, w dolnej części pokryta, na krótkim odcinku, kwiatami żeńskimi, oddzielonymi od położonych wyżej kwiatów męskich kilkoma prątniczkami, pozbawiona wyrostka. Kwiaty obu płci z 4 wolnymi segmentami okwiatu, o lekko zgrubiałych, ściętych i kanciastych wierzchołkach. Zalążnie jajowate, dwukomorowe, z krótkimi i grubymi szyjkami słupka i tarczowatymi, raczej dużymi znamionami niewiele wystającymi powyżej poziom okwiatu. Każda komora zalążni zawiera pojedynczy, anatropowy zalążek. Kwiaty męskie 4-pręcikowe, zrośnięte w tubę wokół jałowej zalążni. Pylniki krótkie i szerokie, 2-komorowe.
OwoceJajowato-eliptyczne, brudnobiałe, pomarańczowe lub czerwone jagody.
Gatunki podobnePrzedstawiciele rodzaju zamiokulkas, od których rośliny te różnią się budową liścia właściwego (u zamiokulkasów liści właściwych jest kilka i są one wiecznie zielone oraz pierzaste).

## Biologia i ekologia
RozwójWieloletnie geofity ryzomowe, przechodzące okres spoczynku w porze suchej. Kwitną przeważnie na początku klimatycznego lata, od listopada do grudnia.
SiedliskoSuche lasy równikowe i podrównikowe oraz sawanny, głównie przybrzeżne.
GenetykaLiczba chromosomów 2n = 34, 68.

## Systematyka
Pozycja rodzaju według Angiosperm Phylogeny Website (aktualizowany system APG IV z 2016)Należy do plemienia Zamioculcadeae, podrodziny Zamioculcadoideae, rodziny obrazkowatych (Araceae), rzędu żabieńcowców (Alismatales) w kladzie jednoliściennych (ang. monocots).
Gatunki
- Gonatopus angustus N.E.Br.
- Gonatopus boivinii (Decne.) Engl.
- Gonatopus clavatus Mayo
- Gonatopus marattioides (Peter) Bogner
- Gonatopus petiolulatus (Peter) Bogner

## Zagrożenie i ochrona
Trzy gatunki z rodzaju Gonatopus znajdują się w Czerwonej księdze gatunków zagrożonych.
Gonatopus clavatus
Kategoria: (LC) najmniejszej troski ver 3.1

Rok oceny: 2006

Główne zagrożenie: Wycinanie lasów związane z wypalaniem węgla drzewnego.
Ochrona: Stanowiska tego gatunku znajdują się na obszarach chronionych: w parku narodowym Quirimba w Mozambiku oraz rezerwatach Kiwengoma i Selous w Tanzanii.
Gonatopus marattioides
Kategoria: (EN) zagrożony B2ab(i,ii,iii,iv,v) ver 3.1

Rok oceny: 2006

Główne zagrożenie: Wycinanie lasów związane z wypalaniem węgla drzewnego oraz ekspansją obszarów rolniczych.
Ochrona: Stanowiska tego gatunku znajdują się na obszarach chronionych, w rezerwatach: Tana River, Arabuko Sokoke, Diani-Chale, Mtai i Segoma.
Gonatopus petiolulatus
Kategoria: (VU) narażony  B2ab(iii) ver 3.1

Rok oceny: 2006

Główne zagrożenie: Wycinanie lasów związane z wypalaniem węgla drzewnego oraz ekspansją obszarów rolniczych.
Ochrona: Stanowiska tego gatunku znajdują się na obszarach chronionych: w parku narodowym Quirimba w Mozambiku oraz rezerwatach Selous w Tanzanii i Arabuko-Sokoke i Shimba Hills w Kenii.

## Zastosowanie
Rośliny magiczneW Malawi proszek z utartych korzeni Gonatopus boivinii mieszany jest przed siewem z kukurydzą w celu odpędzenia uroków.
Rośliny ozdobnePrzedstawiciele rodzaju Gonatopus są uprawiani w ogrodach botanicznych oraz bardzo rzadko jako rośliny pokojowe. Rośliny te powinny być uprawiane w ciepłych szklarniach, w próchniczym podłożu, na stanowisku zacienionym. Na półkuli północnej rośliny powinny przechodzić zimą okres spoczynku, ze znacznie ograniczonym podlewaniem. W takich warunkach rozwój rozpocznie się wiosną, a rośliny zakwitną wczesnym latem. Rozmnażanie przez podział podziemnej łodygi lub z nasion.